# Casa al carrer de la Torre, 54 (l'Escala)
La Casa al carrer de la Torre, 54 és una obra de l'Escala (Alt Empordà) inclosa a l'Inventari del Patrimoni Arquitectònic de Catalunya.

## Descripció
Situada al mig del nucli antic de la població de l'Escala, amb la façana principal al carrer de la Torre i formant cantonada amb el carrer del Mar.
Edifici de planta rectangular format per dues crugies, amb la coberta plana a mode de terrat. Presenta planta baixa i un pis, amb un altell situat al centre de la coberta. La façana principal presenta una motllura horitzontal que divideix les dues plantes. La planta baixa té els laterals i el sòcol bastits amb plaques rectangulars decorades amb medallons. Les quatre obertures són rectangulars, amb un emmarcament motllurat amb sanefa decorada. A la planta baixa hi ha el portal i una finestra, i al pis un balcó exempt sostingut per mènsules decorades, i una finestra amb l'ampit sobresortit. Ambdues obertures presenten guardapols a la part superior. Les obertures de la façana al carrer del Mar presenten l'emmarcament llis amb els extrems destacats. Les de la planta superior tenen una llinda triangular. Hi ha una finestra balconera a la mateixa planta. Tots els emmarcaments de les obertures són de color blau clar.
La resta del parament és arrebossat i pintat de blanc.